# Grzegorz Filipowski
Grzegorz Filipowski (ur. 28 lipca 1966 w Łodzi) – polski łyżwiarz figurowy, startujący w konkurencji solistów. Trzykrotny uczestnik igrzysk olimpijskich (1984, 1988, 1992), brązowy medalista mistrzostw świata (1989), wicemistrz (1989) i brązowy medalista mistrzostw Europy (1985), 6-krotny mistrz Polski (1981–1986). Następnie trener łyżwiarstwa figurowego w Toronto.

## Życiorys
Filipowski pozostaje najbardziej utytułowanym polskim łyżwiarzem figurowym w konkurencji solistów. Pierwszy medal w zawodach rangi mistrzowskiej zdobył w 1985 roku podczas mistrzostw Europy, następnie podczas mistrzostw Europy 1989 wywalczył srebrny medal, przegrywając jedynie z Aleksandrem Fadiejewem. Największy sukces osiągnął w czasie mistrzostw świata w 1989 roku, gdzie zajął trzecie miejsce (najlepsze z Europejczyków), ustępując jedynie Kanadyjczykowi Kurtowi Browningowi i Amerykaninowi Christopherowi Bowmanowi. Tym samym został pierwszym polskim łyżwiarzem, który stanął na podium mistrzostw świata.
Filipowski trzykrotnie uczestniczył w igrzyskach olimpijskich (Sarajewo 1984, Calgary 1988, Albertville 1992). Najlepszą lokatę uzyskał w Calgary, gdzie był piąty.
W latach 1981–1986 zdobywał mistrzostwo Polski.
W 1980 roku jako pierwszy łyżwiarz figurowy wykonał kombinację dwóch potrójnych skoków. 
Osiedlił się w Kanadzie, gdzie w 1999 roku rozpoczął pracę jako trener łyżwiarzy figurowych w York Region Skating Academy wspólnie ze swoją partnerką życiową Tracey Wainman. Do ich uczniów należeli m.in.: Roman Sadovsky czy Alaine Chartrand, a wcześniej również Nam Nguyen.

## Osiągnięcia
| Zawody                 | 79–80          | 80–81          | 81–82          | 82–83          | 83–84          | 84–85          | 85–86          | 86–87          | 87–88          | 88–89          | 89–90          | 90–91          | 91–92          |                |                |                |                |
| Międzynarodowe         | Międzynarodowe | Międzynarodowe | Międzynarodowe | Międzynarodowe | Międzynarodowe | Międzynarodowe | Międzynarodowe | Międzynarodowe | Międzynarodowe | Międzynarodowe | Międzynarodowe | Międzynarodowe | Międzynarodowe | Międzynarodowe | Międzynarodowe | Międzynarodowe | Międzynarodowe |
| ---------------------- | -------------- | -------------- | -------------- | -------------- | -------------- | -------------- | -------------- | -------------- | -------------- | -------------- | -------------- | -------------- | -------------- | -------------- | -------------- | -------------- | -------------- |
| Igrzyska olimpijskie   |                |                |                |                | 12             |                |                |                | 5              |                |                |                | 11             |                |                |                |                |
| Mistrzostwa świata     | 15             | 11             | 13             |                | 11             | 7              | 13             | 5              | 4              | 3              | 4              |                | 12             |                |                |                |                |
| Mistrzostwa Europy     |                | 7              | 9              | 8              | 8              | 3              | 5              | 4              | 4              | 2              | 4              |                | 5              |                |                |                |                |
| Skate America          |                |                |                |                |                |                |                | 4              |                |                |                |                |                |                |                |                |                |
| Skate Canada           |                |                |                |                | 2              | 2              | 3              | 3              |                |                |                | 2              |                |                |                |                |                |
| Golden Spin of Zagreb  |                |                |                |                |                | 2              |                |                |                |                |                |                |                |                |                |                |                |
| St. Ivel International |                |                |                |                |                | 3              | 2              |                |                |                | 2              |                |                |                |                |                |                |
| International de Paris |                |                |                |                |                |                |                |                |                | 2              | 2              |                | 6              |                |                |                |                |
| NHK Trophy             |                |                | 4              | 3              |                |                |                |                |                |                |                | 2              | 1              |                |                |                |                |
| Igrzyska dobrej woli   |                |                |                |                |                |                |                |                |                |                |                | 8              |                |                |                |                |                |
| Krajowe                |                |                |                |                |                |                |                |                |                |                |                |                |                |                |                |                |                |
| Mistrzostwa Polski     |                | 1              | 1              | 1              | 1              | 1              | 1              |                |                |                |                |                |                |                |                |                |                |